# Krzysztof Głuchowski (publicysta)
Krzysztof Głuchowski (ur. 29 listopada 1926 w Warszawie, zm. 16 maja 2020) – polski działacz emigracyjny, publicysta i wydawca; Chartered Engineer.

## Życiorys
W czasie II wojny światowej żołnierz AK. Po powstaniu warszawskim więziony w Stalagu XI B Fallingbostel, a następnie w Arbeitskommando München-Gladbach. Po wyzwoleniu przedostał się przez Holandię, Belgię i Francję do Włoch, gdzie dołączył do 2 Korpusu Polskiego. Po ukończeniu Gimnazjum i Liceum 3 Dywizji Strzelców Karpackich został wcielony do 7 pułk ułanów Lubelskich. W latach 1947–1970 przebywał w Londynie. Związany z licznymi organizacjami emigracyjnymi, był m.in. członkiem Rady Naczelnej ZHP, Rady Naczelnej Koła AK, Zarządu Zjednoczenia Polskiego, Zarządu i Rady POSK. Od 1951 pracował jako inżynier w przemyśle samochodowym do 1970 w Wielkiej Brytanii, 1970–1974 w Hiszpanii, 1974–1978 w Brazylii, a następnie powtórnie w Wielkiej Brytanii 1978–1988. Po przejściu na emeryturę zamieszkał w Rio de Janeiro, gdzie rozpoczął działalność publicystyczną i dziennikarską współpracując z londyńskim Dziennikiem Polskim i Dziennikiem Żołnierza i nowojorskim Nowym Dziennikiem. Zajmuje się także tłumaczeniami i działalnością wydawniczą. W 2011 za wybitne zasługi dla niepodległości Rzeczypospolitej Polskiej, za osiągnięcia w działalności kombatanckiej i polonijnej odznaczony został Krzyżem Kawalerskim Orderu Odrodzenia Polski.
Ożenił się z Brazylijką Lais (z domu Ottoni Barbosa).

## Wybrane publikacje
- W Kompanii Kadeckiej Armii Krajowej
- Akcja Wilanów, 2011[4]
- W Polskim Londynie 1947-1970, 1999
- Śladami pradziadów, 2001[5]
- Dickens i Polska, 2003
- Czarodziej polskiego słowa, 2004

## Odznaczenia
- Krzyż Walecznych
- Krzyż Armii Krajowej
- Medal Wojska
- brytyjski War Medal
- Krzyż Kawalerski Orderu Odrodzenia Polski (2011)
- Medal „Pro Patria”[6]
- Medal „Pro Memoria”[6]
- Odznaka Honorowa „Bene Merito”[6]